# Muzeum Ołeksy Nowakiwskiego
Muzeum Ołeksy Nowakiwskiego – muzeum sztuki poświęcone pamięci ukraińskiego malarza Ołeksy Nowakiwskiego (1872-1935).

## Historia Muzeum
Muzeum utworzono w 1972 gdy z decyzji UNESCO we Lwowie obchodzono 100. urodziny artysty. W marcu 1972 roku dzieci artysty wraz z władzami miasta i oblastii postanowiły utworzyć nowy zakład muzealny w pomieszczeniach byłej pracowni twórcy i uczcić jego pamięć na fasadzie budynku.

## Pomieszczenia
Muzeum Ołeksy Nowakiwskiego utworzono w położonej na obrzeżach miasta willi artysty Jana Styki. Budynek został zaprojektowany w stylu secesyjnym przez architekta Juliana Zachariewicza. W latach 1913–1935 zamieszkiwał go oraz miał w nim pracownię Ołeksa Nowakiwski.
Willa Jana Styki zakupiona została dla ukraińskich artystów dla stworzenia miejskiej szkoły artystycznej przez znanego mecenasa sztuki greckokatolickiego metropolitę Andrzeja Szeptyckiego. Szeptycki planował zaprosić do Lwowa także Jacka Malczewskiego, jednak artysta wybrał posadę w Krakowie. Szeptycki nabył jednak kilka dzieł Malczewskiego, które przeniesione zostały w okresie sowieckim do Lwowskiej Galerii Sztuki. Założona została szkoła artystyczna, która wykształciła około stu uczniów.
Anna-Maria, żona artysty, zmarła w 1925 roku pozostawiając dwóch synów w wieku czterech i dwóch lat. Sam artysta zmarł dziesięć lat później. Za czasów ZSRR twórczość artysty pozostawała w zapomnieniu.

## Ekspozycja
W muzeum wystawione są secesyjne prace artysty, takie jak „Stracona nadzieja” (1903-8), „Nauka” (1914-6), „Sztuka” (1914-6), czy ostatnie dzieło artysty „Matka miłosierna” (1935) wykonane dla Archikatedralnego soboru św. Jura we Lwowie.